# Pierwsze kroki (wg Milleta)
Pierwsze kroki (wg Milleta) (hol. De eerste stapjes (naar Millet), ang. First Steps (after Millet) to obraz Vincenta van Gogha namalowany w styczniu 1890 podczas jego pobytu w miejscowości Saint-Rémy. 
Nr kat.: F 668, JH 1883.

## Historia
Francuski malarz Jean-François Millet (1814-1875) należał do tych artystów, którzy wywarli największy wpływ na twórczość van Gogha. Przebywając na dobrowolnym leczeniu w szpitalu Saint Paul-de-Mausole w Saint-Rémy van Gogh zajął się, z braku modeli, sporządzaniem kopii swych ulubionych mistrzów. Wykonał ich ok. 40, w tym ok. 20 inspirowanych pracami Milleta
Pod koniec października 1889 van Gogh napisał do brata Theo o zamiarze malowania kopii na podstawie Milleta; jedna z nich, Pierwsze kroki, miała być malowana z myślą o mającym się wkrótce narodzić bratanku:
A wiesz, że to mogłoby być interesujące spróbować przerobić rysunki Milleta na obrazy, które byłyby bardzo specjalną kolekcją kopii, coś jak dzieła Prévosta, który kopiował mniej znanych Goyę i Velazqueza dla pana Dorii. (...) Ach, w tej chwili Ty sam jesteś całkowicie na łonie natury, kiedy piszesz, że Jo już czuje, jak jej dziecko żyje - to jest o wiele bardziej interesujące niż pejzaż a ja bardzo się cieszę, że będzie to też odmiana dla Ciebie. Jakże piękny jest ten Millet, te pierwsze kroki dziecka! 

### Oryginał Milleta
Tak jak Millet wywarł znaczący wpływ na van Gogha tak inni, wcześniejsi artyści wywarli wpływ na niego. Sceny z dziećmi uczącymi się chodzić przedstawiał już Rembrandt i jego wychowankowie. Millet mógł ponadto inspirować się XV-wiecznymi malarzami przedstawiającymi Dzieciątko Jezus stawiające pierwsze kroki w kierunku Maryi. 
Millet sporządził trzy wersje Pierwszych kroków: 
- Pierwszą z nich ukończył w 1858; była ona przeznaczona dla jego sponsora, Alfreda Feydeau. Obecnie znajduje się w Lauren Rogers Museum of Art w Lauren, Mississippi (USA). W październiku 1889 Theo wysłał fotografie tej wersji do Vincenta. Po trzech miesiącach van Gogh narysował na fotografii kwadratową siatkę (obecnie znajduje się ona w zbiorach Muzeum Vincenta van Gogha w Amsterdamie) i na tej podstawie zabrał się do pracy nad obrazem.
- Druga wersja powstała na zamówienie Alfreda Sensiera. Obecnie znajduje się w prywatnej kolekcji w Niemczech.
- Trzecia wersja została zakupiona przez Émile’a Gaveta ok. 1859 a van Gogh widział ją na wystawie w Sali Gaveta w Paryżu w1875. Wersja ta znajduje się obecnie w zbiorach Cleveland Museum of Art[1].

### Obraz van Gogha
Van Gogh ukończył swoją wersję dzieła Milleta na przełomie stycznia i lutego 1890. 29 kwietnia wysłał ją wraz z innymi obrazami do Paryża do Theo, który przyjął je z wielkim entuzjazmem: 
Kopie Milleta są być może najpiękniejsze z tych, które zrobiłeś; sprawiają one, iż wierzę, że dzień, w którym zaczniesz malować układy postaci, będzie jeszcze dla nas dużą niespodzianką.
Pierwsze kroki należą do najbardziej podziwianych prac van Gogha. Kameralna scena rodzinna posiada uniwersalny urok, a zharmonizowana kolorystyka będzie typowa dla ostatnich obrazów artysty, który w swojej kopii wyraził namiętny podziw dla swojego mistrza, radość na myśl o mającym się narodzić bratanku a może też i pewien żal za życiem rodzinnym, na które przez długi czas miał nadzieję, ale którego nigdy nie zaznał.